# Gračec
 Gračec  falu Horvátországban Zágráb megyében. Közigazgatásilag Brckovljanihoz tartozik.

## Fekvése
Zágrábtól 26 km-re, községközpontjától 1 km-re keletre, a megye keleti részén fekszik. 

## Története
A bozsjákói birtok, melyhez a falu is tartozott a 14. században lett a johannita lovagoké. Bozsjákó várát, melyet 1510-ben "castrum Bosyako" alakban említenek először Lejla Dobronić horvát történész a brckovljani Szent Berenck plébániatemplom közelébe, a templomtól keletre Gračec irányába húzódó erdős dombvonulatra helyezi. Gračec nevét is az egykori várral hozza összefüggésbe. Mások az erősséget és a kolostort a prozorjei egykori Szent Márton közelébe helyezik. A település 1670-ben a Zrínyiek birtoka volt. 1671-ben hűtlenség címén a kincstáré lett, majd 1686-ban I. Lipót király Draskovich Jánosnak és feleségének Nádasdy Máriának adta és ezután végig a Draskovichok birtoka maradt. A falunak 1857-ben 203, 1910-ben 430 lakosa volt. Trianonig Zágráb vármegye Dugoseloi járásához tartozott. 1993-ban az újjáalakított brckovljani község része lett. 2001-ben 997  lakosa volt. 

## Lakosság
| Lakosság változása | Lakosság változása | Lakosság változása | Lakosság változása | Lakosság változása | Lakosság változása | Lakosság változása | Lakosság változása | Lakosság változása | Lakosság változása | Lakosság változása | Lakosság változása | Lakosság változása | Lakosság változása | Lakosság változása |
| ------------------ | ------------------ | ------------------ | ------------------ | ------------------ | ------------------ | ------------------ | ------------------ | ------------------ | ------------------ | ------------------ | ------------------ | ------------------ | ------------------ | ------------------ |
| 1857               | 1869               | 1880               | 1890               | 1900               | 1910               | 1921               | 1931               | 1948               | 1953               | 1961               | 1971               | 1981               | 1991               | 2001               |
| 203                | 194                | 227                | 317                | 381                | 430                | 474                | 441                | 412                | 391                | 414                | 403                | 485                | 603                | 997                |

## Külső hivatkozások
- Brckovljani község hivatalos oldala